# Mispila sibuyana
Mispila sibuyana är en skalbaggsart som beskrevs av Stefan von Breuning 1939. Mispila sibuyana ingår i släktet Mispila och familjen långhorningar.
Artens utbredningsområde är Filippinerna. Inga underarter finns listade i Catalogue of Life.